# Glacier supérieur de Grindelwald
Pour les articles homonymes, voir Grindelwald.
Le glacier supérieur de Grindelwald (en allemand : Oberer Grindelwaldgletscher), également connu sous le nom de « haut-glacier de Grindelwald »,, est l'un des deux glaciers de vallée situés près de Grindelwald sur le versant nord des Alpes bernoises, dans le canton de Berne (Suisse), le second étant le glacier inférieur de Grindelwald. Long d'environ 6,6 km il couvrait une superficie de 9,6 km2 en 1973.
Le glacier supérieur de Grindelwald trouve son origine dans un vaste champ de glace au nord du Schreckhorn et au sud du Wetterhorn. La langue glaciaire est à environ 1 400 m d'altitude.

### Sources et bibliographie
- Amédée Zryd, Les glaciers en mouvement : la population des Alpes face au changement climatique, coll. « Le savoir suisse », 2008, 135 p. (lire en ligne)
- Rapport de gestion et comptes annuels de l'exercice 2011 du canton de Berne, 2011 (lire en ligne)